# 流動互聯網

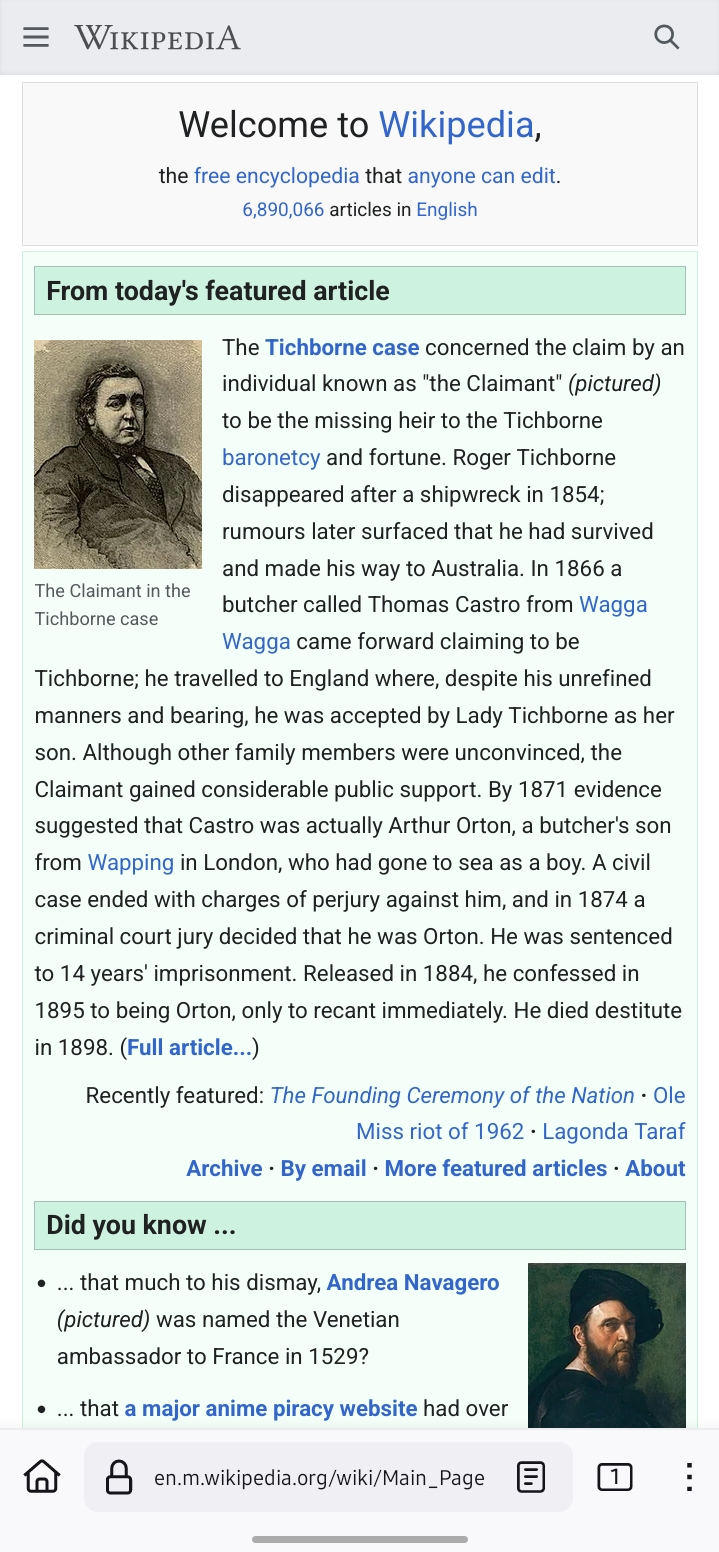
移动版的维基百科网页

流動互聯網是指基于手機浏览器以及手機應用程序的万维网服务，人們可通过能訪問蜂窝网络或其他无线网络的智能手机或功能型手機等手持移动设备使用流動互聯網服務。

## 历史与发展
早期人們通过能連上固网电信的手提式電腦和台式计算机访问万维网。 自2007年以来，随着大型多点触控智能手机的兴起，以及自2010年多点触控平板电脑的兴起，2010年初，国际电信联盟表示，在未来五年内，流動互聯網的用戶可能會超過互聯網用戶。  2014年1月，美国的移动互联网用戶就超过了桌面互聯網用戶。与前几代移动设备相比，通過智能手機和平板電腦接觸到的流動互聯網體驗更好。